# Baikal MCM
La Baical MCM, también conocida como Margolin, es una pistola semiautomática de calibre .22 LR diseñada para la práctica de tiro de competición. Es una de las pistolas más relevantes de las diseñadas y fabricadas en la Unión Soviética.
La pistola Baical MCM fue diseñada en 1948 por Mijaíl Margolin siendo utilizada por primera vez en competición internacional en el 36° Campeonato Mundial de Tiro celebrado en 1954 en Caracas, Venezuela. Por su eficacia se siguió utilizando por los equipos de tiro soviéticos hasta finales de los años 70 del siglo XX.
Se comercializa bajo la marca Baikal. Desde el inicio de su producción se han realizado más de 200.000 unidades, manteniéndose  en fabricación el modelo denominado "Margo", versión un poco más corta que la original y con un cargador con más capacidad.
La Margolin tiene una longitud de  245 mm y un peso de 910 gramos, su cañón medie 120 mm. Su cargador puede cargar entre 5  y 10 cartuchos de calibre .22 LR (la Margo tiene un cargador  de 7 cartuchos de capacidad, un peso de 890 gramos, una longitud de 120 mm y una longitud de cañón de 98 mm). Es eficaz para tiro a distancias cortas, pensada para tiro a 25 metros, y en recintos urbanos.

## Historia
Mijaíl Margolin, quien se había quedado ciego durante la guerra civil rusa  de 1917, tras su paso por la academia de militar de Moscú, desarrolló varios mecanismos para armas utilizando modelos de arcilla, cera, madera, metal y plástico. En 1948 desarrolla la MCM con la característica de tener una mirilla aumentada, típica del diseño de la época, que proporcionaba una mayor la precisión del arma.
El arma se presentó en el 36° Campeonato Mundial de Tiro celebrado en 1954 en Caracas, Venezuela con un rotundo éxito convirtiéndose en una de las más importantes armas pequeñas de la Unión Soviética para competiciones y entrenamientos. 
Margolin diseño un arma para ser utilizada en la práctica del tiro a siluetas metálicas a 25 metros. Hizo un arma ergonómica, cómoda para el uso tanto de hombres como de mujeres y con una cuidada precisión basada en un sofisticado sistema de puntería, en el cual las miras trasera y delantera son ajustables en alza y deriva con una distancia entre miras es de 220 mm.
La estructura ergonómica del arma, con un ángulo de las cachas estudiado para una sujeción correcta y segura del arma en cualquier situación y una sensación de seguridad debido al discreto picado del grip, hacen que junto a la longitud de 125 mm del cañón, tenga una excelente eficacia de tiro, tanto en exactitud como agrupamiento. 
Carece de seguros, tiene un peso de 900 gramos y unas medidas de   245 x 140 x 41 mm, lleva un cargador de 5, 6 o 10 cartuchos de calibre .22 LR y recorrido del disparador ajustable. Tiene un muelle recuperador suave que hace que las tensiones debidas al retroceso sean mitigadas permaneciendo estable y no produciendo fallos ni atascos.

## Construcción
La automatización de la pistola se basa en el principio de obturador libre de retroceso. Mecanismo de gatillo disparador, con una posición de disparo abierta que permite regular el recorrido libre del gatillo. El muelle de retorno con el vástago se encuentra debajo del cañón. El cargador va dentro de la empuñadura y porta, en un fila única 5, 6 o 10 cartuchos del calibre .22 LR.
El sistema de mira se regula micrometicamente mediante el movimiento horizontal de la cabeza y el punto de mira, lo cual asegura una alineación precisa y estable.
La pistola puede equiparse con un compensador de boca, pesos adicionales para cambiar el equilibrio y la adaptación ortopédica en la empuñadura.

## Variantes y modificaciones
- MC 1 (МЦ-1); fue el modelo inicial fabricada en 1948.
- MCM (Пистолет малокалиберный стандартный МЦМ)
- MTsU (МЦУ)[4] modificada para disparar a alta velocidad.

Posteriormente, en la década de 1990, se desarrollaron otros modelos:
- Baikal "Margo" (МЦМ-К «Марго»); es una versión compacta para el cartucho .22 LR con un cañón acortado a 98 mm, desarrollado en 1990 por V. A. Yarygin, en 1992, comenzó su producción destinada a la exportación.
- "Drill" («Дрель»); es una modificación del modelo "Margo" debajo del cartucho 5,45 × 18 mm con un cañón de 78 mm
- "Super-drill" M 2 («Супер-дрель» М 2); es una modificación de la pistola "Drill".
- MP-449 (Mechanical Plant-449); es una versión para cartucho de calibre .25 ACP destinada a la exportación.
- IZh-77 (6P36 índice); una adaptación a pistola de gas, producido a partir de 1993[5] en dos versiones - por 7,6-mm cartucho de gas ТК-024 y para el cartucho de gas 8×20 mm (8 mm Knall).[6]

## Datos Táctico-Técnicos
- Tipo: Pistola semiautomatica
- Periodo de Producción: 1950 – presente

### Especificaciones
- Peso:

910 g
810 g (Margo)
- Longitud del arma:

245 mm.
120 (Margo)
- Longitud cañón:

130 mm.
98 mm (Margo)
- Calibre: .22 LR
- Altura: 141 mm
- Ancho: 40 mm
- Velocidad inicial: 302 m/s
- Cargador: 5 cartuchos (7 Margo)

## La pistola en las películas
La estética de la Baikal MCM ha dado lugar a que ha sido la base para el diseño de diferentes armas en algunas películas cinematográficas. En película La guerra de las galaxias el personaje de la princesa Laia usaba un arma, un "desintegrador", basado en la línea estética de la Baikal MCM. También se ve en las películas  "The Secret Fairway" y en "Red Heat" (1988), en la que el personaje de Ivan Danko, capitán de la milicia de Moscú interpretado por Arnold Schwarzenegger, usa esta arma.